# UCI Africa Tour de 2021
O UCI Africa Tour de 2021 foi a décima-sétima edição do calendário ciclístico internacional africano. Iniciou-se a 18 de novembro de 2020 nos Camarões, com o Grande Prêmio de Chantal Biya e finalizou a 10 de outubro de 2021 com a mesma prova. Disputaram-se 4 provas, outorgando pontos aos primeiros classificados das etapas e à classificação final.

## Equipas
As equipas que podiam participar nas diferentes corridas dependendo da categoria das mesmas. As equipas UCI WorldTeam e UCI ProTeam, tinham cota limitada para competir de acordo ao ano correspondente estabelecido pela UCI, as equipas Continentais e seleções nacionais não tinham restrições de participação:
| Categoria      | Categoria                       | Equipas                                                                          |
| -------------- | ------------------------------- | -------------------------------------------------------------------------------- |
| .1             | 1.1 (Corrida de um dia)         | * UCI WorldTeam (max 50%) * UCI ProTeam * Continentais * Seleções nacionais      |
| .1             | 2.1 (Corrida de vários dias)    | * UCI WorldTeam (max 50%) * UCI ProTeam * Continentais * Seleções nacionais      |
| .2             | 1.2 (Corrida de um dia)         | * UCI ProTeam * Continentais * Seleções nacionais * Seleções regionais * Amadors |
| .2             | 2.2 (Corrida de vários dias)    | * UCI ProTeam * Continentais * Seleções nacionais * Seleções regionais * Amadors |
| .Ncup (sub-23) | 1.ncup (Corrida de um dia)      | * Seleções nacionais * Seleções mistas                                           |
| .Ncup (sub-23) | 2.ncup (Corrida de vários dias) | * Seleções nacionais * Seleções mistas                                           |

## Calendário
As seguintes são as corridas que compuseram o calendário UCI Africa Tour para a temporada de 2021 aprovado pela UCI.
| UCI Africa Tour de 2021 | UCI Africa Tour de 2021 | UCI Africa Tour de 2021 | UCI Africa Tour de 2021 | UCI Africa Tour de 2021 |
| Data                    | País                    | Corrida                 | Vencedor                |                         |
| ----------------------- | ----------------------- | ----------------------- | ----------------------- | ----------------------- |
| 18 – 22 nov.            | Camarões                | Grand Prix Chantal Biya | Moïse Mugisha           |                         |
| 2 – 9 mai.              | Ruanda                  | Tour du Rwanda          | Cristián Rodríguez      |                         |
| 29 mai. – 6 jun.        | Camarões                | Tour du Cameroun        | Clovis Kamzong          |                         |
| 6 – 10 out.             | Camarões                | Grand Prix Chantal Biya | Lukáš Kubiš             |                         |

## Classificações finais
- Nota: As classificações finais foram:[4][5]

### Individual
| Posição | Corredor        | Equipa                             | Pontos |
| ------- | --------------- | ---------------------------------- | ------ |
| 1.º     | Biniam Ghirmay  | Intermarché-Wanty-Gobert Matériaux | 746    |
| 2.º     | Ryan Gibbons    | UAE Emirates                       | 730,66 |
| 3.º     | Kent Main       | ProTouch                           | 329,66 |
| 4.º     | Merhawi Kudus   | Astana-Premier Tech                | 293    |
| 5.º     | Azzedine Lagab  | Bike Aid                           | 229    |
| 6.º     | Nassim Saidi    |                                    | 228    |
| 7.º     | Metkel Eyob     | Terengganu                         | 218    |
| 8.º     | Daryl Impey     | Israel Start-Up Nation             | 206    |
| 9.º     | Louis Meintjes  | Intermarché-Wanty-Gobert Matériaux | 185    |
| 10.º    | Youcef Reguigui |                                    | 178    |

| Posições 11.º ao 20.º | Posições 11.º ao 20.º       | Posições 11.º ao 20.º       | Posições 11.º ao 20.º |
| --------------------- | --------------------------- | --------------------------- | --------------------- |
| 11.º                  | Reinardt Janse Van Rensburg | Qhubeka NextHash            | 171                   |
| 12.º                  | Tsgabu Grmay                | BikeExchange                | 169,33                |
| 13.º                  | Stefan de Bod               | Astana-Premier Tech         | 141                   |
| 14.º                  | Natnael Tesfatsion          | Androni Giocattoli-Sidermec | 131                   |
| 15.º                  | Marc Oliver Pritzen         | Qhubeka                     | 125                   |
| 16.º                  | Dawit Yemane                | Bike Aid                    | 120                   |
| 17.º                  | Amanuel Ghebreigzabhier     | Trek-Segafredo              | 108                   |
| 18.º                  | Moise Mugisha               | ProTouch                    | 107,66                |
| 19.º                  | Paul Daumont                |                             | 102                   |
| 20.º                  | Willie Smit                 | Burgos-BH                   | 95                    |

### Equipas
| Posição | Equipa                      | Pontos |
| ------- | --------------------------- | ------ |
| 1.º     | ProTouch                    | 459,32 |
| 2.º     | SKOL Adrien Cycling Academy | 156,65 |
| 3.º     | Sidi Ali-Kinetik Sports     | 108    |
| 4.º     | Benediction Ignite          | 86     |

### Países
| Posição | País          | Pontos  |
| ------- | ------------- | ------- |
| 1.º     | África do Sul | 1983,32 |
| 2.°     | Eritreia      | 1774    |
| 3.º     | Argélia       | 826     |
| 4.º     | Ruanda        | 322,31  |
| 5.º     | Namíbia       | 315     |

### Países sub-23
| Posição | País           | Pontos |
| ------- | -------------- | ------ |
| 1.º     | Eritreia       | 1121   |
| 2.º     | África do Sul  | 304    |
| 3.º     | Namíbia        | 188    |
| 4.º     | Burquina Fasso | 182    |
| 5.º     | Argélia        | 165    |

## Evolução das classificações
| Data            | Classificação individual | Classificação por equipas | Classificação por países | Classificação por países sub-23 |
| --------------- | ------------------------ | ------------------------- | ------------------------ | ------------------------------- |
| 31 de janeiro   | Daryl Impey              |                           | África do Sul            | Eritreia                        |
| 28 de fevereiro | Biniam Ghirmay           | Benediction Ignite        | Eritreia                 | Eritreia                        |
| 31 de março     | Ryan Gibbons             | ProTouch                  | África do Sul            | Eritreia                        |
| 30 de abril     | Ryan Gibbons             | ProTouch                  | África do Sul            | Eritreia                        |
| 31 de maio      | Ryan Gibbons             | ProTouch                  | África do Sul            | Eritreia                        |
| 30 de junho     | Ryan Gibbons             | ProTouch                  | África do Sul            | Eritreia                        |
| 31 de julho     | Ryan Gibbons             | ProTouch                  | África do Sul            | Eritreia                        |
| 31 de agosto    | Ryan Gibbons             | ProTouch                  | África do Sul            | Eritreia                        |
| 30 de setembro  | Ryan Gibbons             | ProTouch                  | África do Sul            | Eritreia                        |
| 31 de outubro   | Biniam Ghirmay           | ProTouch                  | África do Sul            | Eritreia                        |
| Final           | Biniam Ghirmay           | ProTouch                  | África do Sul            | Eritreia                        |